# Grupo de galáxias

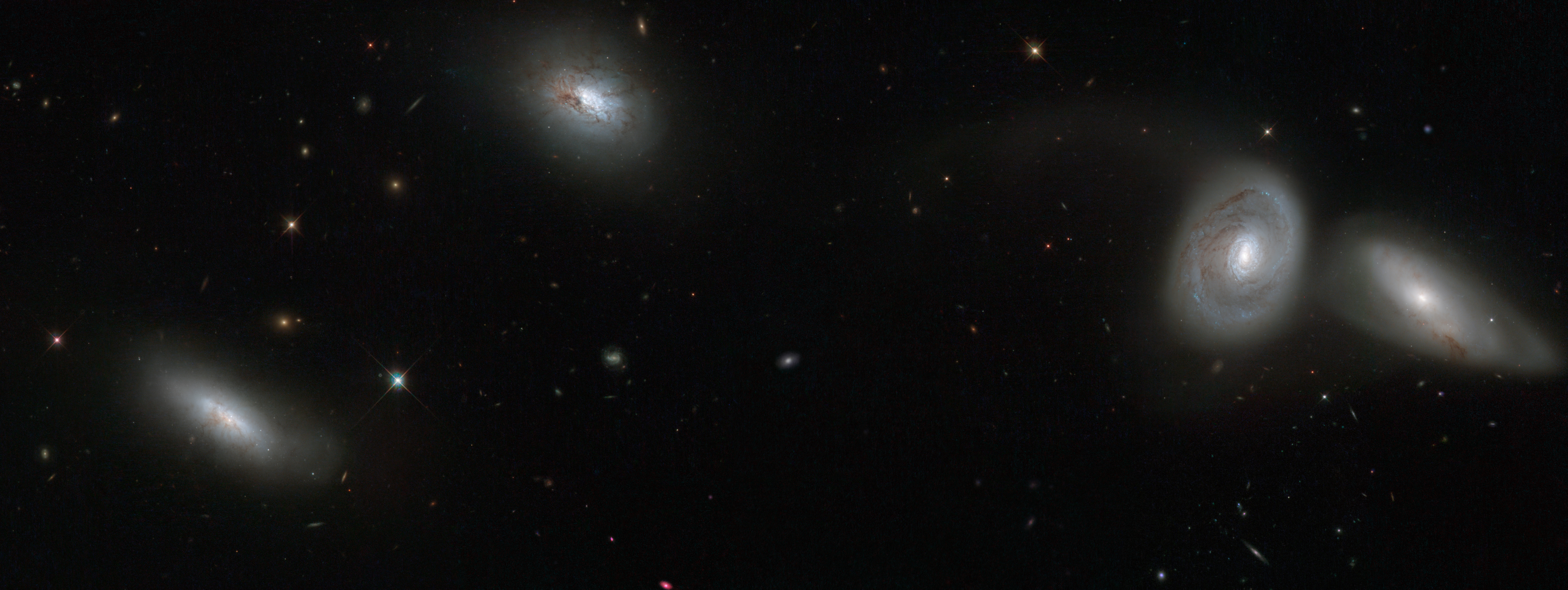
O grupo de galáxias HCG 16 fotografado pelo telescópio Hubble.

Um grupo de galáxias é uma agregação de galáxias compreendendo cerca de 50 ou menos membros gravitacionalmente ligadaos, cada uma, pelo menos, tão luminosa como a Via Láctea (cerca de 1010 vezes a luminosidade do Sol); coleções de galáxias maiores do que os grupos que são agrupamentos de primeira ordem são chamados de aglomerados de galáxias. Os grupos e aglomerados de galáxias em si podem ser agrupados, em superaglomerados de galáxias.
A Via Láctea é parte de um grupo de galáxias chamado Grupo Local.

## Lista
| Grupo Local                                                                                             | O grupo onde a Via Láctea, incluindo a Terra, está localizada.              |
| Quinteto de Stephan                                                                                     | Um dos grupos mais fotogênicos.                                             |
| Grupo Bullet                                                                                            | O grupo que mescla e exibe a separação de matéria escura da matéria normal. |
| Estão listados aqui somente alguns dos grupos mais notáveis; para mais grupos, consulte o artigo lista. |                                                                             |